# Oruro
Oruro (San Felipe de Austria de Oruro) – miasto w Boliwii, położone w zachodniej części kraju, na płaskowyżu Altiplano. Ośrodek administracyjny departamentu Oruro. Dawny główny ośrodek przemysłowy Boliwii – centrum górnictwa srebra i cyny. W 2012 roku miasto liczyło 264 943 mieszkańców.
W 2001 roku karnawał w Oruro zostały proklamowany arcydziełem ustnego i niematerialnego dziedzictwa ludzkości a w 2008 roku wpisany na listę niematerialnego dziedzictwa UNESCO.

## Geografia
Oruro położone jest w zachodniej części Boliwii, w Andach Środkowych, na płaskowyżu Altiplano, na wysokości 3709 m n.p.m., na północ od jeziora Poopó. Administracyjnie znajduje się w departamencie Oruro.

## Klimat
Średnie dzienne temperatury wahają się w ciągu roku od 15 do 20 °C, natomiast średnie temperatury w nocy od -8 do 4 °C. Największe opady mają miejsce w styczniu (94 mm), natomiast najmniejsze są w czerwcu i lipcu (3 mm). Średnie nasłonecznienie w ciągu roku waha się od 6 do 9 godzin dziennie.
| Miesiąc                                    | Sty | Lut | Mar | Kwi | Maj | Cze | Lip | Sie | Wrz | Paź | Lis | Gru |    |
| ------------------------------------------ | --- | --- | --- | --- | --- | --- | --- | --- | --- | --- | --- | --- | -- |
| Średnie temperatury w dzień [°C]           | 18  | 18  | 18  | 18  | 16  | 15  | 15  | 16  | 17  | 19  | 20  | 19  |    |
| Średnie temperatury w nocy [°C]            | 4   | 4   | 3   | 0   | -5  | -8  | -8  | -6  | -2  | 0   | 2   | 4   |    |
| Opady [mm]                                 | 94  | 85  | 55  | 15  | 4   | 3   | 3   | 9   | 18  | 16  | 30  | 61  |    |
| Średnia liczba dni z opadami               | 14  | 13  | 11  | 4   | 1   | 1   | 1   | 2   | 4   | 5   | 6   | 11  | 73 |
| Źródło: Weather2Travel.com 22 czerwca 2016 |     |     |     |     |     |     |     |     |     |     |     |     |    |

## Historia
Miasto zostało założone 1 listopada 1606 roku jako Villa Imperial de Don Felipe de Austria, nazwane tak na cześć króla Hiszpanii Filipa III.
Istnienia miasta od początku związane było z wydobyciem srebra, którego złoża zostały odkryte w regionie 1605 roku. Miasto wzbogaciło się na wydobyciu srebra i w 1670 roku miało 80 tys. mieszkańców. Praca w kopalniach nie odbywała się w systemie mita, lecz bazowała na wolnych pracownikach, którzy otrzymywali relatywnie wysokie wynagrodzenie i chętnie osiedlali się w mieście. Oruro było największym miastem hiszpańskim zdobytym podczas powstania Tupaca Amaru II (1780–1781). Podczas wojny o niepodległość od Hiszpanii na początku XIX wieku, miasto przechodziło z rąk do rąk, a podczas walk została zniszczona infrastruktura górnicza i po wojnie mieszkało w Oruro mniej niż 5 tys. osób. Po odbudowie kopalń, wydobycie cyny ponownie przyczyniło się do rozwoju miasta, które zyskało na budowie linii kolejowej do wybrzeża Pacyfiku w 1892 roku. Wówczas założono tam szkołę górniczą, której dyrektorem na początku drugiej dekady XX wieku był Polak Aleksander Tarkowski. W latach 1913–1919 wykładowcą, a od 1915 do 1919 rektorem, był polski paleontolog Roman Kozłowski (1889–1977). Doprowadził on do nadania jej statusu uczelni wyższej (od 1918 – Escuela National de Ingenieros de Minas).
Kopalnie wokół Oruro kontrolowały rody Aramayo, Hochschild i Patîño – trzech baronów cynowych Carlosa Aramayo (1889–1982), Mauricio Hochschilda (1881–1957) i Simóna Patiño (1862–1947). W 1952 roku, po rewolucji robotniczej, w której główną rolę odegrały górnicze związki zawodowe Federación Sindical de Trabajadores Mineros de Bolivia (FSTMB), kopalnie zostały znacjonalizowane. W 1985 roku, po załamaniu się cen cyny, przemysł górniczy upadł. Nieefektywna państwowa korporacja górnicza została rozwiązana a kopalnie zamknięte.

## Demografia
W 2012 roku populacja departamentu liczyła 264 943 mieszkańców. W porównaniu z 2001 rokiem rosła ona średnio o 2,44% rocznie.
|  |

## Karnawał w Oruro
Oruro znane jest z dorocznego karnawału, w którym przetrwały elementy przedkolumbijskich wierzeń indiańskich.
W czasach prekolumbijskich Oruro było ośrodkiem kultu, później Indianie Uru urządzali tu festiwal Ito. Kolonialna władza hiszpańska wprowadziła zakaz tych uroczystości w XVII wieku. Festiwal odbywał się jednak nadal pod przykryciem liturgii chrześcijańskiej. Festiwal Ito przekształcił się w obchody święta Matki Bożej Gromnicznej obchodzonego 2 lutego. Obecnie karnawał trwa dziesięć dni i odbywa się przed Wielkim Postem.
W sobotę przed Popielcem odbywa się parada „entrada”, łącząca elementy tradycyjne, chrześcijańskie i zapożyczenia ze średniowiecznych misteriów. W paradzie bierze udział prawie 40 tys. tancerzy i muzyków, którzy przez 24 godziny pokonują w kółko czterokilometrową trasę pochodu. Uczestnicy noszą maski i kolorowe kostiumy. Podczas parady wykonywane są tradycyjne tańce „lama lama” i „diablada”.
„Diablada”, czyli „taniec diabłów”, prowadzona jest przez dwóch tancerzy przebranych za Lucyfera i Archanioła Michała, za którymi podążają setki tancerzy przebranych za diabłów z rogatymi maskami o wielkich błękitnych oczach i z potarganymi włosami. Taniec z jednej strony obrazuje zwycięską walkę Michała z Lucyferem, z drugiej jest to hołd diabłu – inkarnacji prekolumbijskiego boga podziemi Huari.
W 2001 roku karnawał w Oruro zostały proklamowany arcydziełem ustnego i niematerialnego dziedzictwa ludzkości a w 2008 roku wpisany na listę niematerialnego dziedzictwa UNESCO.

## Religia
Oruro jest siedzibą katolickiej diecezji Oruro, której biskupem jest polski misjonarz, werbista ojciec Krzysztof Białasik.

## Gospodarka
W mieście rozwinął się przemysł spożywczy, obuwniczy oraz odzieżowy.

## Miasta partnerskie
- Salt Lake City[12]